# Klaus Bäumlin

Klaus Bäumlin (1988)

Klaus Bäumlin (* 1938) ist ein Schweizer evangelisch-reformierter Theologe und Pfarrer. Er wirkte unter anderem an der Nydeggkirche in Bern.

## Leben und Wirken
Bäumlin war von 1972 bis 1983 Redaktor der Zeitschrift Reformatio und längere Zeit auch der Kirchenzeitschrift Saemann.
Er ist Mitherausgeber von Kurt Martis Kolumnenwerk, das für den Schweizer Buchpreis nominiert wurde.
1988 kandidierte der parteilose Bäumlin zusammen mit Joy Matter für einen Sitz in der Stadtberner Regierung, ohne jedoch gewählt zu werden.
Als Pfarrer an der Nydeggkirche in Bern galt er als Pionier der gleichgeschlechtlichen Ehe, weil er 1995 eine Segensfeier für die Partnerschaft zweier Männer durchführte.
2018 verlieh ihm die Universität Bern die Ehrendoktorwürde und würdigte damit sein «Engagement für marginalisierte Gruppen».
Bäumlin ist verheiratet mit der Politikerin (SP) Ursula Bäumlin und hat zwei Kinder. Er wohnt in Bern.

## Schriften
- Rassismus: ein Arbeitsheft für Eigeninformation und Gemeindearbeit. Bernisches Komitee Brot für Brüder, Bern 1971.
- Der 20. Mai 1973 als ökumenische Herausforderung. Beobachtungen und Überlegungen eines Evangelisch-Reformierten, 1973.
- Der konziliare Weg und die Schweizer Kirchen, 1975.
- Jura-Perspektiven 1978. Thesen, Kommentare, Meinungen, 1978.
- Liebe Kirche: Briefe von Bernern. Haupt Verlag, Bern 1978, ISBN 978-3-258-02724-1.
- Bei den kleinen Leuten. Besuch bei Emil Zbinden, 1979.
- Menschen kommen zu uns …, Menschen bleiben …, Menschen gehen … Beitrag der reformierten Kirchgemeinden zur Aufnahme und Integration der Ausländer in unseren Einwohnergemeinden, 1979 und 1982.
- «Kirche Wohin?», eine politische Aktion. Kritische Auseinandersetzung mit einem kämpferischen Verein. Arbeitskreis Kirchlicher Publizisten, Bern 1989.
- Das Markusevangelium heute lesen. Theologischer Verlag Zürich, Zürich 2019, ISBN 978-3-290-18237-3.